# Stade
Pour les articles homonymes, voir Stade (homonymie).

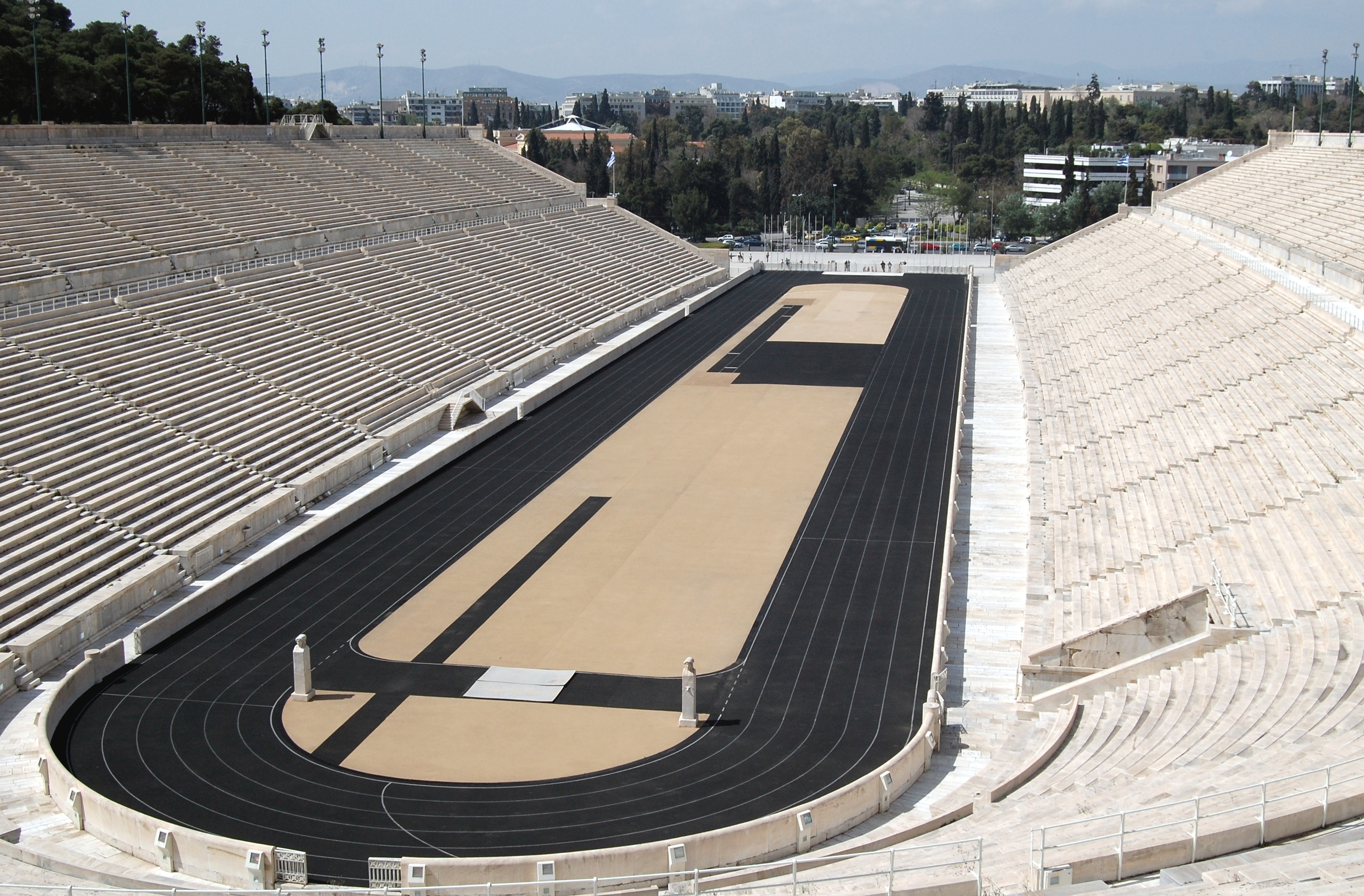
Le Stade panathénaïque d'Athènes, entièrement reconstruit pour les Jeux olympiques de 1896.

Un stade (du grec ancien στάδιον / stádion, du verbe ἵστημι / hístêmi, « se tenir droit et ferme ») est un équipement à but sportif.
Un stade est un endroit où l’on joue et assiste à des matchs.

## Étymologie

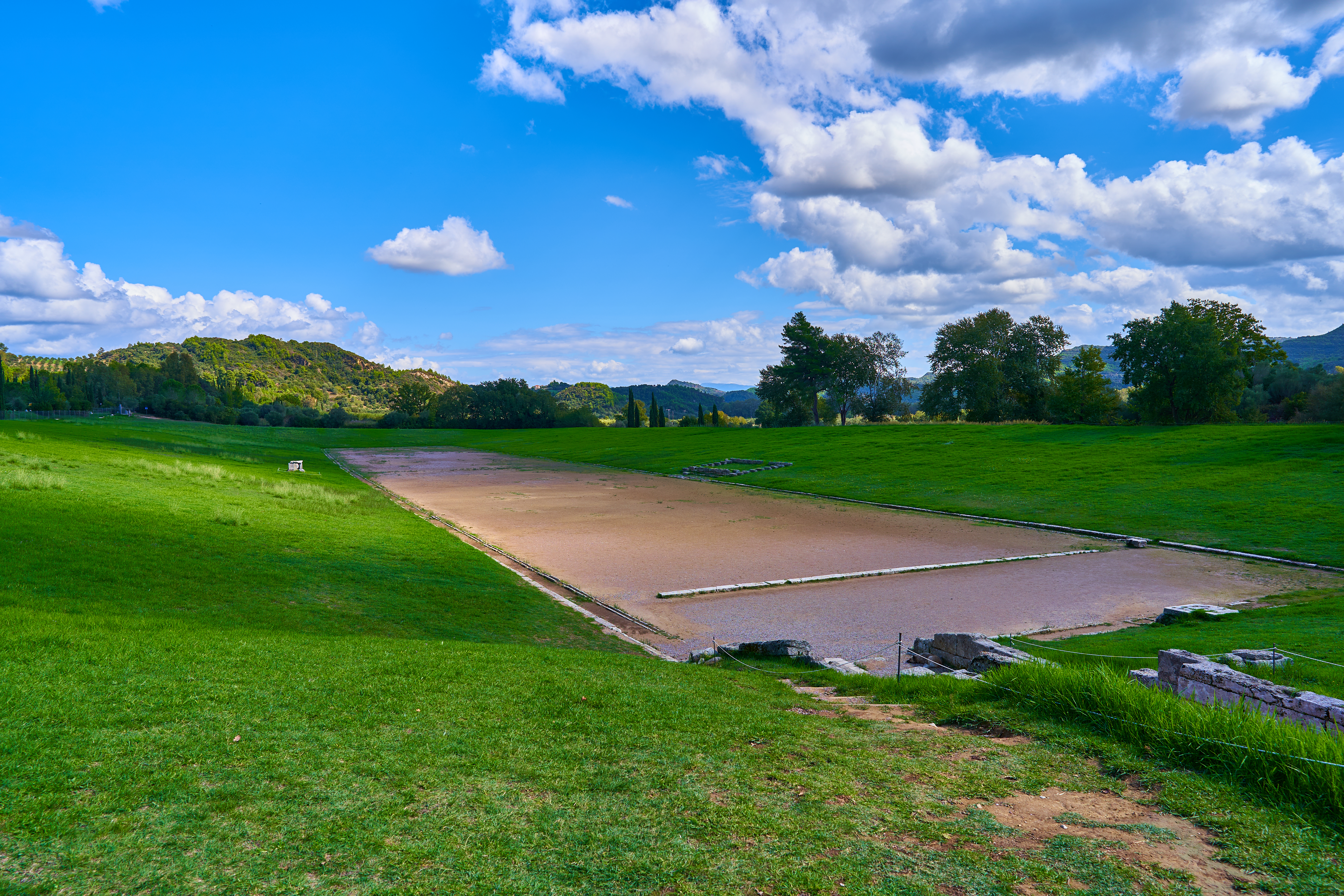
La piste du stade d'Olympie accueillait l'épreuve reine des Jeux olympiques, la course à pied appelée stadion. Le public se tenait debout sur les pentes autour de la piste, d'où l'étymologie.

L'origine du mot stade stade vient du grec στάδιον / stádion qui serait liée au verbe conjugué ἵστημι / hístêmi debout ») issu de la racine indo-européenne *sta (« être debout »), et dont sont dérivés, entre autres, l'anglais stand (« se tenir debout »), le français stable. Cette racine signifie que les spectateurs n'étaient pas assis, hormis quelques officiels, juges et prêtres,. Dès lors, deux interprétations sont proposées. Le plus souvent, il est considéré que « stadion » désignait la distance de 600 pieds que parcouraient les athlètes, puis, par métonymie, le mot fut utilisé pour nommer la course et finalement la structure où celle-ci se déroulait,. Pour David Gilman Romano, dans son travail archéologique sur le stade de Corinthe de 1993, « stadion » aurait d'abord signifié le lieu où on se tient debout, pour regarder une course, puis la course elle-même et enfin la distance parcourue.

## Histoire

Plan du sanctuaire d'Olympie (10. stade).

Dans la Grèce antique, le stade est une piste de course à pied longue de 600 pieds sur laquelle sont courues les épreuves athlétiques : le stadion (un stade), le diaulos (deux stades), la course en armes (deux à quinze stades) et le dolichos (course de fond de plusieurs stades). La longueur initiale est une mesure déterminée, selon la mythologie grecque, par Héraclès, fondateur légendaire des jeux olympiques antiques : elle correspond aux 600 pieds (192,27 mètres) que le héros aurait mis pour séparer la ligne de départ de celle de l'arrivée à l'occasion de la course qu'il organisa pour ses frères à Olympie ou, selon une autre version, elle correspond à la distance sur laquelle il aurait sprinter sans respirer,. Cette unité de mesure varie d'une cité à l'autre.
Les Jeux panhelléniques, qui apparaissent selon la tradition au VIIIe siècle av. J.-C. sont étroitement liés à un culte religieux. Les entraînements et compétitions athlétiques se déroulent dans des équipements sportifs (stade, gymnase, palestre et hippodrome) intégrés dans ces sanctuaires. Au fil des siècles, ils s'éloignent des sanctuaires panhelléniques (Olympie, Delphes, Corinthe, Némée) et perdent leur lien avec le sacré, gagnant ainsi leur autonomie. Ce phénomène peut être associé à une certaine laïcisation des Jeux et une professionnalisation des athlètes (les aristocrates laissant progressivement la place à des mercenaires).
De nos jours, le mot stade désigne un terrain de sport, destiné aux sports collectifs (football, rugby, cricket, etc.) ou individuels (athlétisme). Son plan « circo-rectangulaire » (piste rectiligne comportant des virages semi-circulaires) semble être le fruit d'un mariage entre l'archétype rectangulaire du stadion (espace destiné à la course et l'archétype de l'arène elliptique de l'amphithéâtre romain (espace destiné au combat), dans le but de favoriser les performances des athlètes (virages plus longs pour qu'ils ne soient pas trop freinés). La conception de tribunes pour les spectateurs obéit, comme celle de la piste, à des critères multifonctionnels (capacité, visibilité…). Selon les lieux et les époques, les édifices actuels ont emprunté tel ou tel caractère de ces deux archétypes architecturaux d'une grande richesse fonctionnelle, la combinaison de ces éléments donnant une très grande diversité de stades contemporains…

La piste d'athlétisme fait normalement 400 mètres (norme internationale fixée pour les Jeux olympiques de 1948), soit deux fois 200 m, distance parfois moindre pour les stades plus petits.
Les virages, serrés au début du XXe siècle, ont été arrondis pour faciliter les performances des athlètes et permettre d'organiser d'autres épreuves athlétiques (lancers et sauts) à l'intérieur de la piste.

## Divers
Par définition, en athlétisme, il existe deux types d'épreuves :
- les épreuves dites « en stade » ;
- les épreuves « hors-stade », c'est-à-dire toutes les courses sur route, trail, cross-country, etc.